# Де Пюид, Поль Эмиль
Поль Эмиль де Пюид — бельгийский ботаник и экономист XIX столетия, политический философ.

## Биография
Родился 6 марта 1810 в Бельгии, Монсе, будучи вторым ребёнком в семье.
После учёбы, де Пюид пробует себя в журналистике и стал одним из редакторов «L’Observateur du Hainaut». После отделения Бельгии от Нидерландов, он начинает сотрудничать с Анри Дельмотт и Ипполит Руссель для создания пьесе под названием «Le candidat à la royauté: esquisse en trois tableaux mêlés de couplets», которую сыграли 9 января 1831 в Монсе.
Затем он стал политиком, долгое время был директором Монт-де-пьете (Горы благочестия). В свободное время он начал заниматься садоводством, в своём саду он проводит эксперименты, которые принесли плодотворные результаты. Его работы, связанные с садоводством были важными для научных кругов, особенно, о орхидеях, которые были его любимыми растениями.
В 1833 году спосбствует основанию общества науки, искусства и литературы. В 1858 году он был назначен вице-президентом общества, а затем в 1865 году и президентом, сохраняя эти должности до своей смерти. Речи, которые он произносил на открытых заседаниях общества, свидетельствуют о его разнообразных знаниях. Интересовался литературой и общественными науками, занимаясь самыми разнообразными вопросами.
Он был не только ученым и мыслителем, но и опытным литератором. Будучи дружелюбным и скромным, был рад сообщить о своих наблюдениях и предоставить в распоряжение друзей и научных учреждений тот опыт, который он приобрел своими исследованиями. Свое счастье он находил в семье и в научных исследованиях.
14 июля 1841 он женится на Фанни Катрин, у них было двое детей.
Он умер 28 мая 1888 или 20 мая 1891 в Монсе.

## Панархия

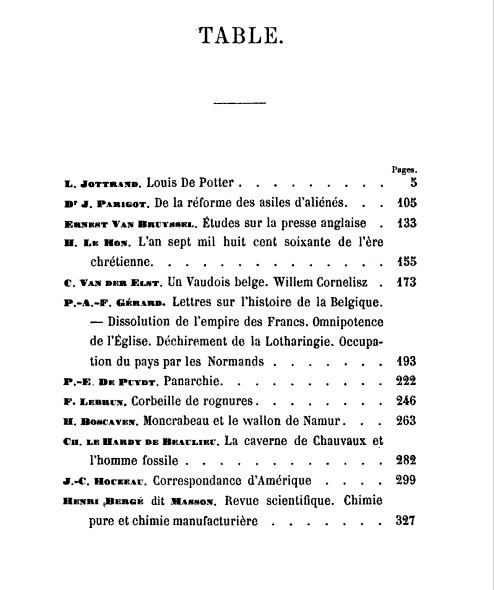
Оглавление квартального журнала от 1860, где присутствует статья Панархия

В статье 1860 года предложил идею панархии: политическая философия, которая подчеркивает право каждого человека свободно выбирать (как присоединиться, так и уйти) юрисдикцию каких-либо правительств, которые люди выбирают, не будучи вынужденным переезжать из своего нынешнего места жительства. Сравнивая данную идею с экономикой laissez-faire, он писал, что «когда формы правления попадут в поле экспериментов и свободной конкуренции, то станут развиваться и стремиться к совершенству. Таков закон природы».
Данная идея была расширена до политической философии панархизма, которая получила поддержку от анархистов и последователей либертарианства, в том числе особенно от Макса Неттлау в 1909 году и Джона Зубе. Данная политическая философия была возрождена правыми либертарианцами в начале 21 века.
Учёный Дэвид Харт в исследовании 1982 года предположил, что де Пюид вероятно был читателем работы бельгийского экономиста Густава де Молинари, который уже в 1849 году поднял идею «правительственной компетенции» в полиции и судах через частные охранные агентства.

## Работы

### Ботаника
- 1858: «Philosophie de l’horticulture» dans Mémoires de la Société des sciences, des arts et des lettres du Hainaut, série, t. V, p. 3-23, Mons, imprimerie De Maquillier et Lamir, 32 pages;
- 1860: Traité théorique et pratique de la culture des plantes de serre froide. Orangerie et serre tempérée des jardiniers. Précédé de notions pratiques de physiologie végétale et de physique horticole, et de conseils pour la construction, des différentes serres, Bruxelles, E. Tarlier, 158 pages ;
- 1860: Les poires de Mons, Mons, Masquillier et Lamir, 23 pages;
- 1860: Les palmiers et les grandes plantes ornementales de serre froide, Paris, E. Donnaud, 19 pages;
- 1860: L’exposition universelle d’horticulture et le congrès international d’horticulture et de botanique à Bruxelles, Gand, Annoot-Braeckman, 15 pages ;
- 1860: Les plantes de serre: traité théorique et pratique de la culture de toutes les plantes qui demandent un abri sous le climat de la Belgique, Mons, H. Manceaux, 2 volumes, 400 et 284 pages;
- 1860: Esthétique florale. Du beau dans les plantes, et particulièrement dans les fleurs simples ou doubles, Gand, Annoot-Braeckman, 44 pages ;
- 1860: Les serres sans chauffage, Gand, Annoot-Braeckman, 13 pages;
- 1860: «Pomologie et Horticulture» dans Patria Belgica, t. I, p. 571—586 et p. 587—612;
- 1860: Société d’agrément, d’horticulture et de zoologie du Wauxhall à Mons. École d’horticulture. Leçons préparatoires de sciences physiques. Sommaire à l’usage des élèves de l'école et des auditeurs du cours d’arboriculture, Mons, Dequesne-Masquillier, 19 pages;
- 1860: Les orchidées de serre chaude, Gand, Annoot-Braeckman, 20 pages;
- 1860: Les orchidées. Histoire iconographique, organographie, classification, géographie, collections, commerce, emploi, culture, avec une revue descriptive des espèces cultivées en Europe, Paris, J. Rothschild, 1880, 348 pages, 50 planches et 244 vignettes.

### Социальные науки
- 1860: «Panarchie», dans Revue trimestrielle, vol. 27, p. 222—245;
- 1861: De l’influence de l’industrie et du commerce sur la littérature;
- 1867: La charité et les institutions de bienfaisance;
- 1870: Marche et progrès de la civilisation dans les temps modernes;
- 1873: Sur l’homme préhistorique;
- 1876: La Grève;
- 1880: Le Hainaut en 1830 et en 1880;
- 1883: Cinquantième anniversaire.

### Романы
- 1859: Chevreuse, paru dans l'Étoile belge;
- 1883: Maudit métier (histoire du Borinage), Bruxelles, A.-N. Lebègue, 454 pages;
- 1890: Cent mille francs de dot, Mons, Hector Manceaux, 263 pages.

### Другие публикации
- 1861: «Rapport de la commission spéciale chargée de l’examen d’un projet d'érection d’une statue à Baudouin de Constantinople», Mémoires de la Société des sciences, des arts et des lettres du Hainaut, 2e série, t. I, p. 118—126;
- 1861: «Le fabuliste La Fontaine. Ses idées politiques et philosophiques», Ibid. 3e série, t. I, p. 205—219;
- 1861: «Exploration américaine de la vallée du Rio Colorado de l’Ouest (Nouveau-Mexique)», Ibid. 3e série, t. II, p. 407—451;
- 1861: «La littérature et les arts dans leurs rapports avec la morale», Fragment, Ibid. 3e série, t. I, p. xxxiii-xi;
- 1861: «Biographie de Jean-Ambroise De Puydt», Ibid. 3e série, t. I, p. 89-148.
- s.d.: «Histoire Orientale et point merveilleuse / Suite de l’histoire d’Aladin et de la lampe merveilleuse» (Collection Nationale, vol. 27, Librairie classique A.-N. Lebègue & Cie, éditeurs, Bruxelles, 92 p.